# Клінтонський інженерний завод

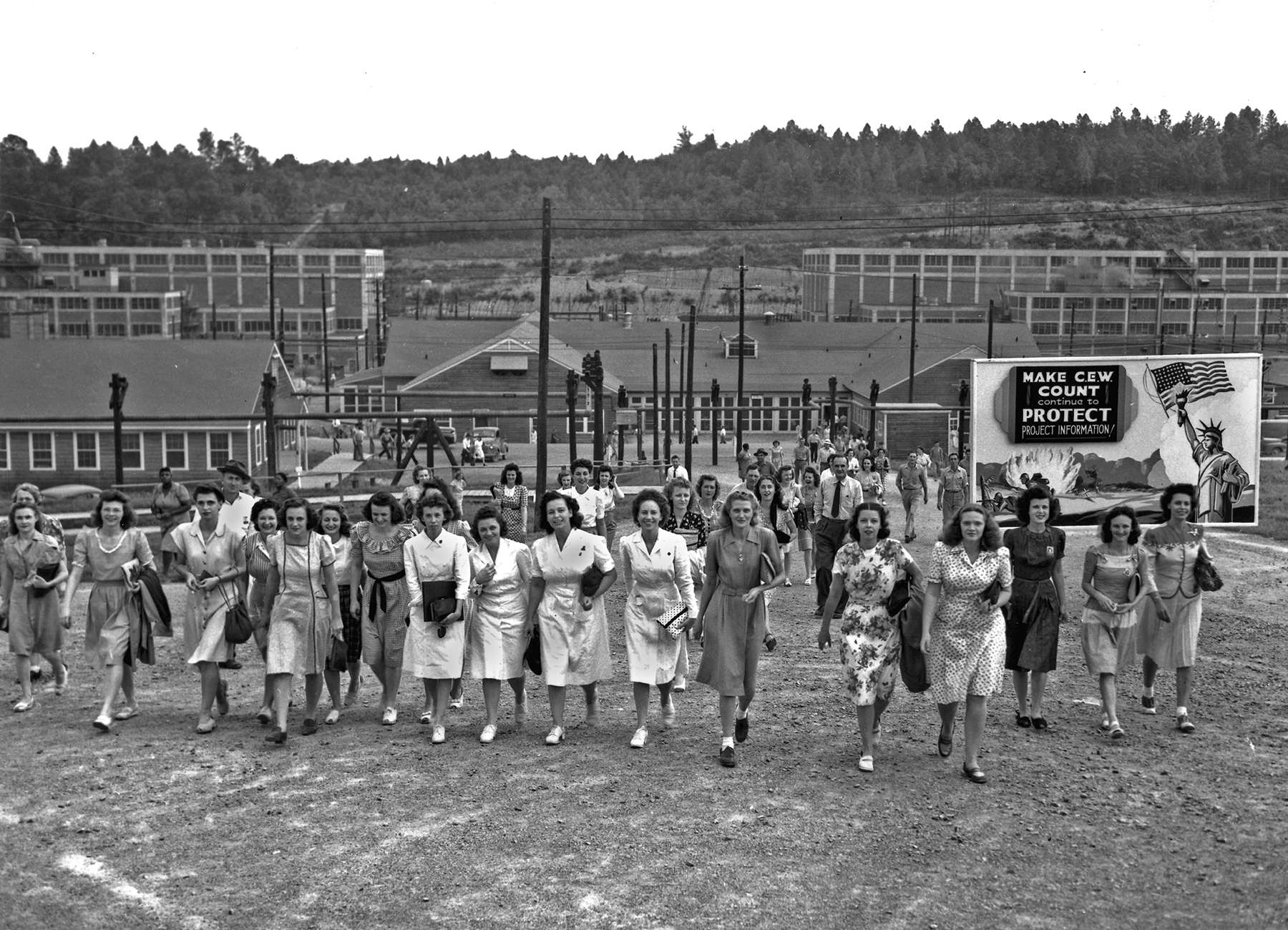
Робітники залишають завод Y-12 Манхеттенського проекту 11 серпня 1945 року

Клінтонський інженерний завод (англ. Clinton Engineer Works, CEW) — підрозділ Мангеттенського проєкту виробничий комплекс, який під час Другої світової війни виробляв збагачений уран, використаний під час бомбардування Хіросіми в 1945 році, також перші зразки реакторного плутонію. Складався з виробничих потужностей, розташованих на трьох основних майданчиках, різних комунальних підприємств, у тому числі електростанції, і міста Оук-Рідж. Був розташований у Східному Теннессі, приблизно за 29 км на захід від Ноксвілла і був названий на честь міста Клінтон, який лежить за 13 км на північ. Виробничі потужності були в основному в окрузі Роан, а північна частина заводу була в окрузі Андерсон. Інженер Манхеттенського округу Кеннет Ніколс переніс штаб-квартиру Манхеттенського округу з Мангеттена в Оук-Рідж у серпні 1943 року. Під час війни передовими дослідженнями Клінтона від уряду керував Чиказький університет.
Будівельників розмістили в селищі, відомому як Щаслива Долина. Ця тимчасова громада, побудована Інженерним корпусом армії в 1943 році, містила 15 000 людей. Містечко Оук-Рідж було створено для розміщення виробничого персоналу. Чисельність робочих сил досягла максимуму в 50 000 робітників відразу після закінчення війни. Будівельна робоча сила досягла свого піку в 75 000, а загальний пік зайнятості становив 80 000. Місто було розроблено федеральним урядом як відокремлена громада. Чорні мешканці жили лише в районі, відомому як Gamble Valley, у побудованих урядом «хатинах» (однокімнатних халупах) на південній стороні того, що зараз називається Таскігі-драйв.

## Вибір ділянки

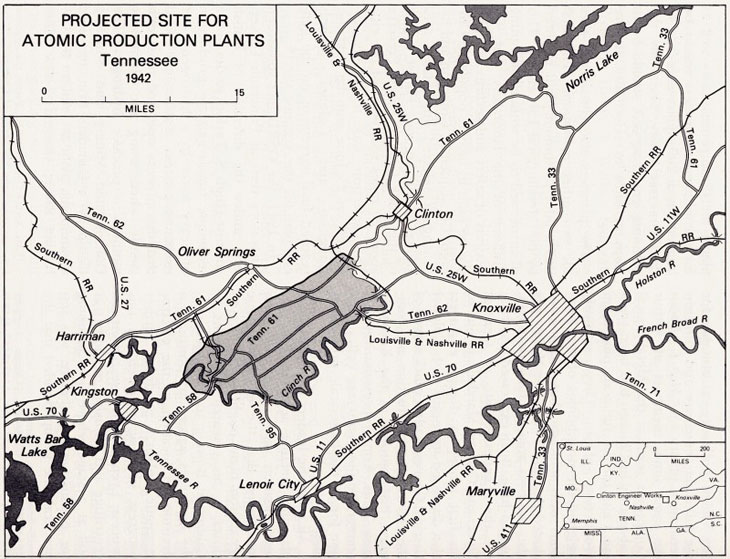
Проектований майданчик атомних заводів, 1942 рік

У 1942 році Манхеттенський проєкт намагався створити перші атомні бомби. Для цього знадобилися виробничі потужності, і до червня 1942 року проєкт досяг тієї стадії, коли можна було розглядати їх будівництво. 25 червня виконавчий комітет Управління наукових досліджень і розробок S-1 обговорив, де вони повинні бути розташовані. Бригадний генерал Вільгельм Д. Штаєр рекомендував будувати різні виробничі потужності на одному місці, щоб спростити безпеку та будівництво. Таке місце потребувало б значної ділянки землі для розміщення як об'єктів, так і житла для тисяч працівників. Завод з переробки плутонію мав бути від 3,2 до 6,4 км від меж майданчика та будь-якої іншої установки на випадок витоку радіоактивних продуктів ділення. У той час як занепокоєння безпекою та безпекою свідчили про віддалене місце, воно все одно мало бути поблизу джерел робочої сили та доступним автомобільним та залізничним транспортом. Бажаним був м'який клімат, який дозволяв вести будівництво протягом року. Місцевість, розділена хребтами, зменшила б вплив випадкових вибухів, але вони не могли бути настільки крутими, щоб ускладнити будівництво. Субстрат мав бути досить міцним, щоб створити гарну основу, але не настільки скелястим, щоб заважати земляним роботам. Було підраховано, що запропоновані потужності потребуватимуть доступу до 150 000 кВт електроенергії та 1 400 000 літрів води за хвилину. Політика військового міністерства стверджувала, що, боєприпаси не повинні розташовуватися на захід від хребтів Сьєрра або Каскад, на схід від гір Аппалачі або в межах 320 км канадського чи мексиканського кордонів.

## Містечко

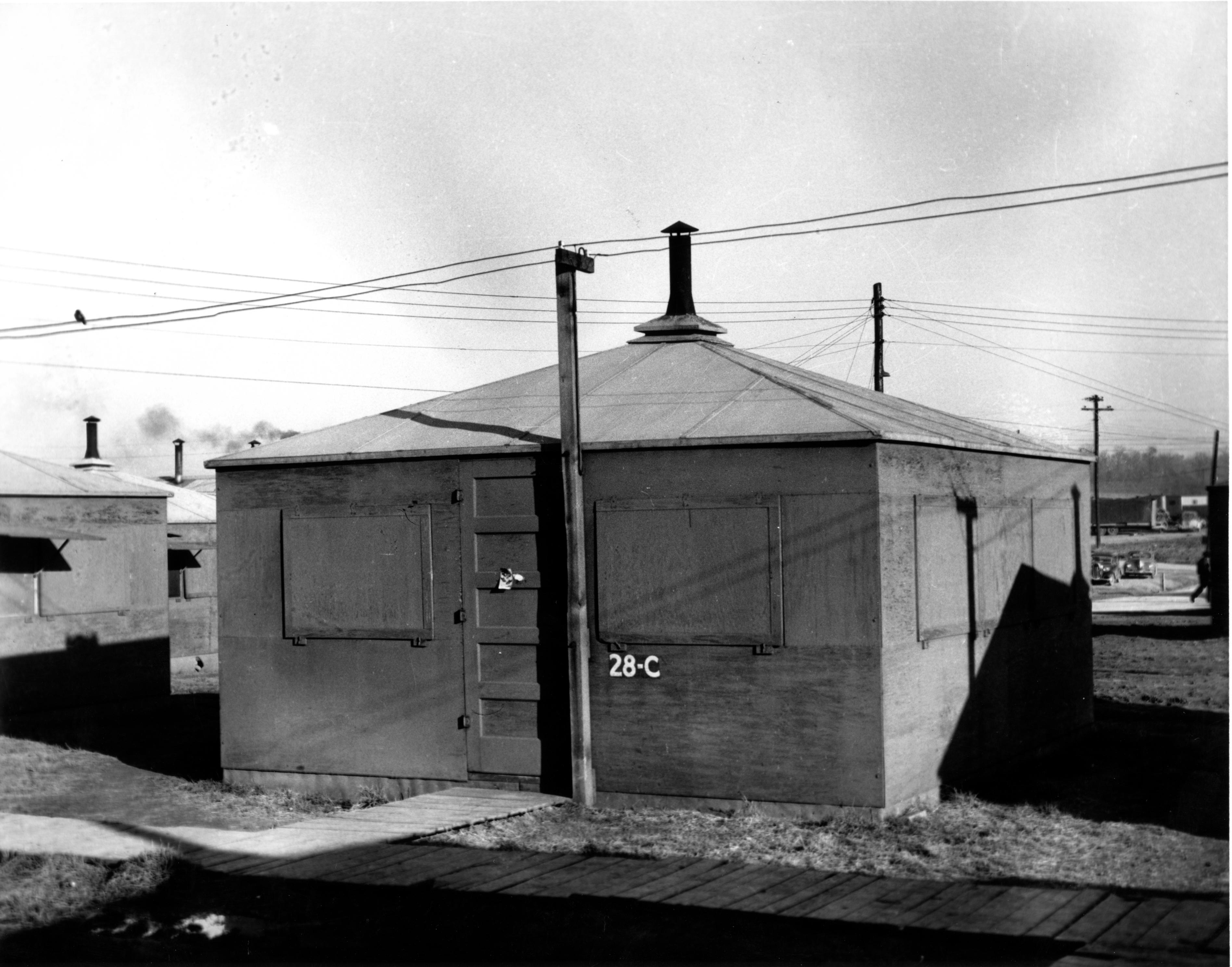
Хатина в Оук-Рідж. Кожна із цих (4,9 на 4,9 м) тимчасових споруд, забезпечували проживання п'яти працівників.

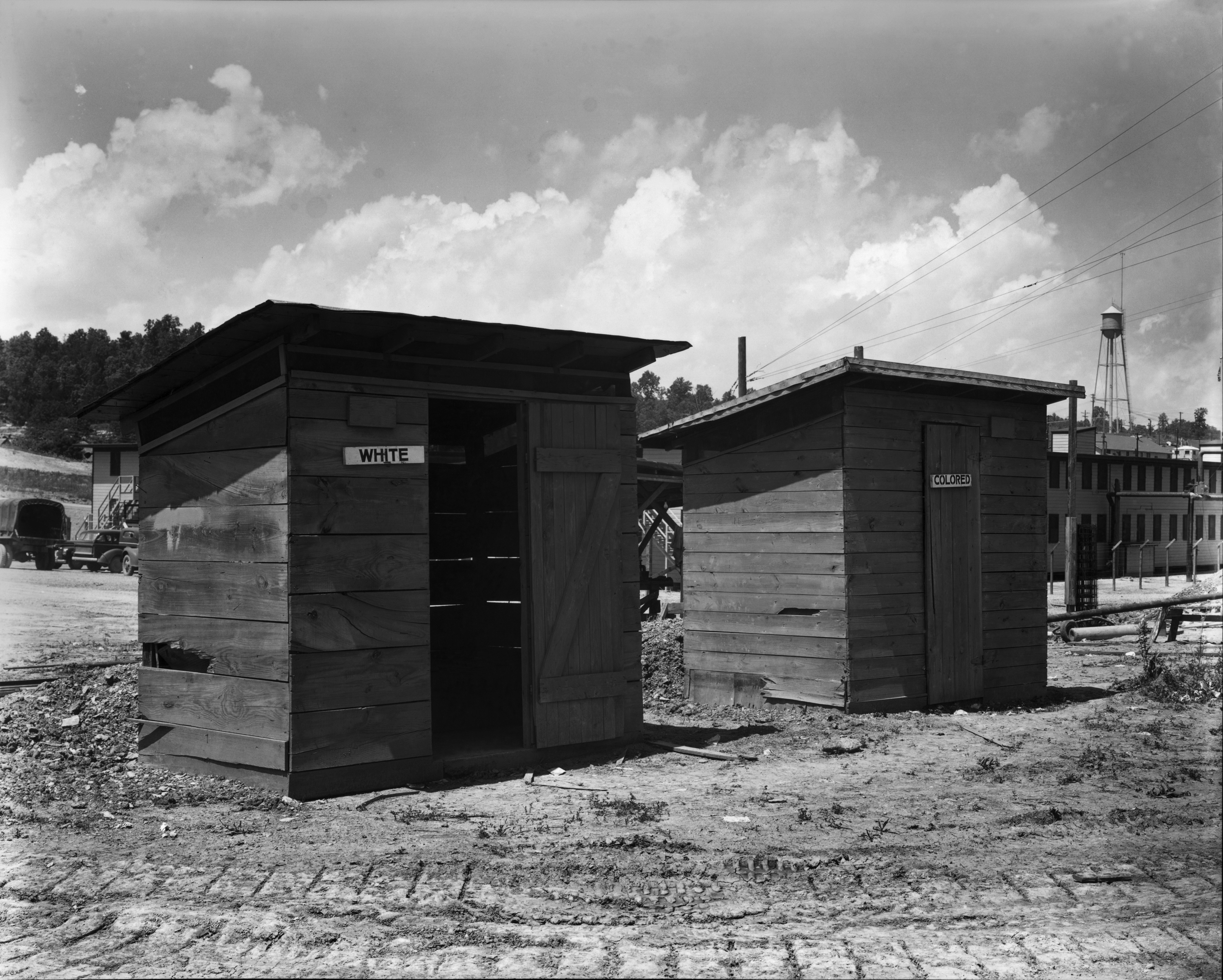
Білі та кольорові, туалети на заводі Х-10

У червні 1942 року почали планувати «державне селище» для розміщення робітників інженерного заводу Клінтона. Оскільки ділянка була віддаленою, вважалося, що для працівників жити на цій ділянці зручніше та безпечніше. Пологі схили хребта Блек-Оук-Рідж, від якого нове місто Оук-Рідж отримало свою назву, були обрані як відповідне місце. Бригадний генерал Луціус Д. Клей, заступник начальника штабу Служби постачання армії, нагадав Маршаллу про ліміт військового часу в 7500 доларів на душу населення для окремих кварталів. Гроувс виступав за «економію» з маленькими і простими будинками, але Маршалл, який наполягав на відмові від ліміту, та не бачив жодної перспективи того, що ті працівники погодилися жити зі своєю родиною в нестандартному житлі (і Дюпон з HEW погодився). Будинки в CEW і HEW були простими, але вищого стандарту (як зазначено Маршаллом і Ніколсом), ніж будинки в Лос-Аламосі (як зазначено Гроувсом, якість житла там постраждала).

## Графітовий реактор Х-10

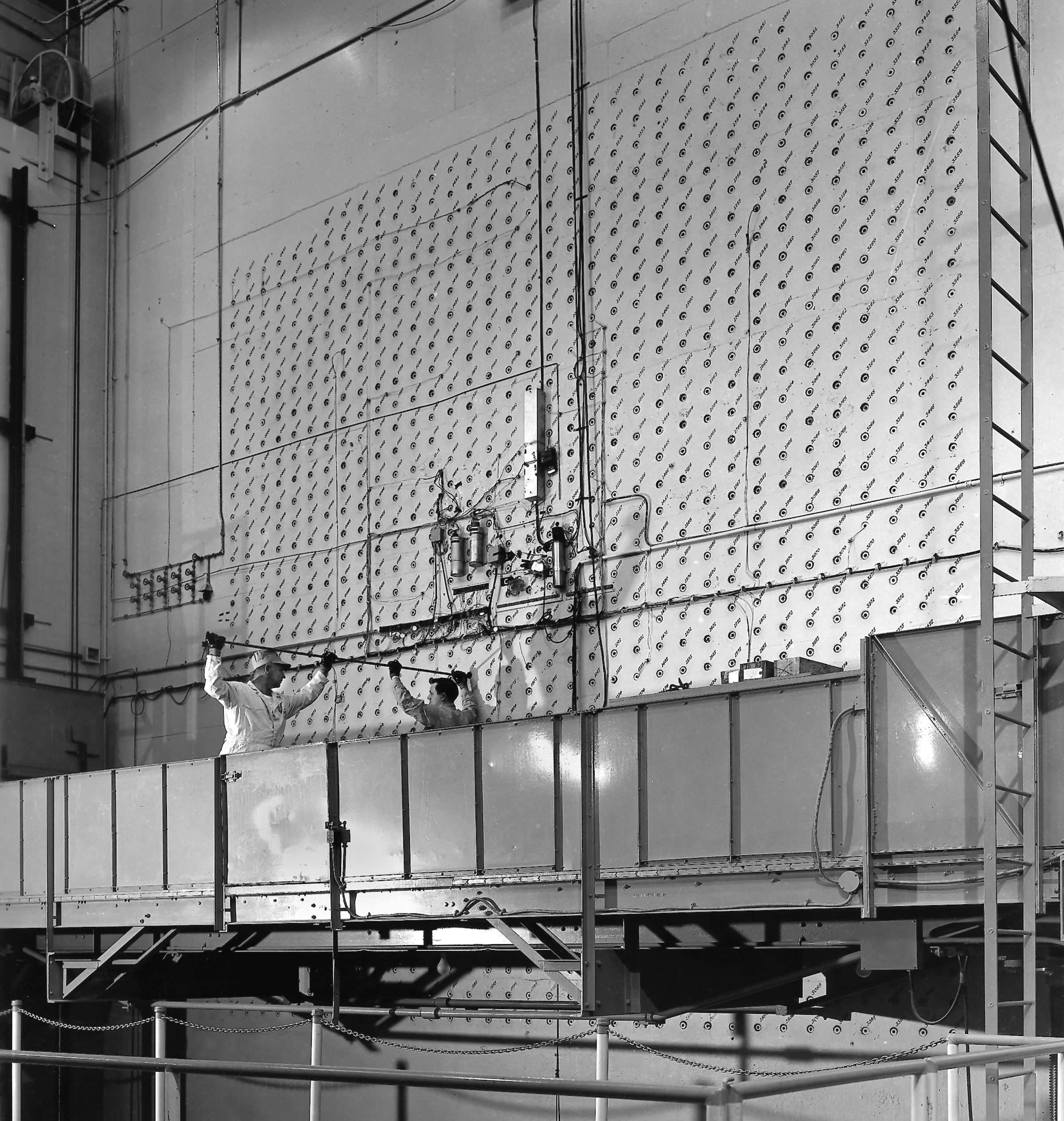
Графітовий реактор Х-10

2 лютого 1943 року DuPont розпочала будівництво плутонієвого заводу на ізольованій ділянці площею 0,5 км2 у долині Бетел приблизно в 10 милях (16 км) на південний захід від Оук-Рідж. Призначений як пілотний завод для більших виробничих потужностей на майданчику в Генфорді, який включав Графітовий реактор X-10 з повітряним охолодженням і графітовим сповільнювачем. Був також завод хімічного розділення, дослідницькі лабораторії, склад відходів, навчальний заклад для персоналу Генфорда, а також адміністративні та допоміжні приміщення, які включали пральню, кафетерій, центр першої допомоги та пожежну станцію. Через наступне рішення побудувати реактори з водяним охолодженням у Генфорді, лише завод хімічного розділення працював як справжній пілотний. Об'єкт був відомий як Лабораторії Клінтона, і ним керував Чиказький університет як частина проєкту Металургійна лабораторія.
Графітовий реактор X-10 був другим у світі штучним ядерним реактором після Чиказької дровітні-1 Енріко Фермі, а також першим реактором, спроєктованим і побудованим для безперервної роботи. Реактор складався з блоку довжиною 7,3 метри з кожної сторони, кубів ядерного графіту, вагою близько 1400 тон, оточених 2,1 метрами бетону високої щільності як радіаційного захисту. Було 36 горизонтальних рядів по 35 отворів. За кожним був металевий канал, у який вставлялись снаряди з урановим паливом. Система охолодження приводилася в рух трьома великими електричними вентиляторами.